# Ernst Strassmann
Ernst Strassmann (auch Straßmann, geboren 27. November 1897; gestorben 11. März 1958 in West-Berlin) war ein deutscher Jurist und Widerstandskämpfer gegen den Nationalsozialismus.

## Leben

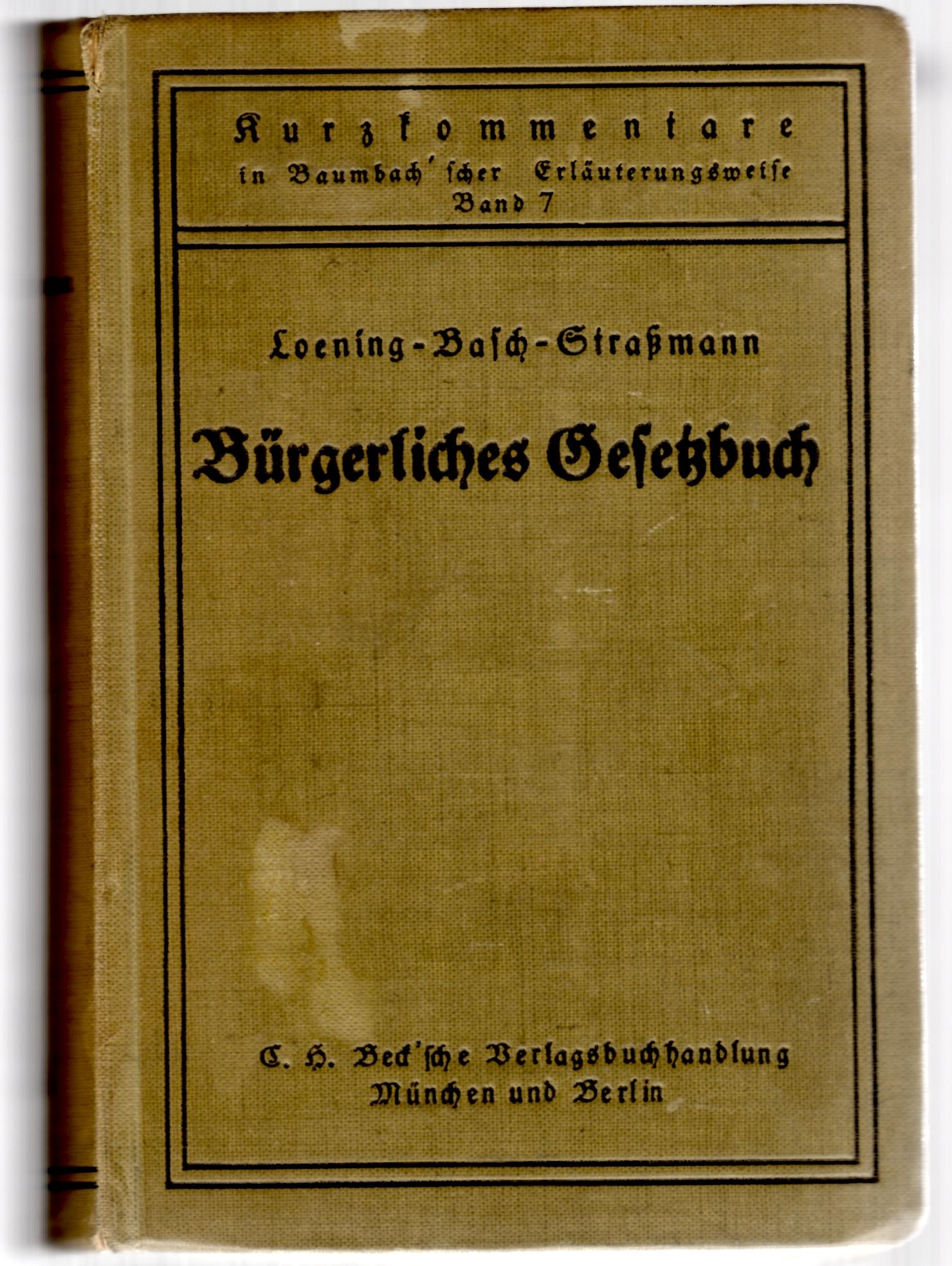
Loening – Basch – Straßmann: Bürgerliches Gesetzbuch, Kurzkommentar, 1931

Ernst Karl Otto war ein Sohn des Alfred Hübner und der Emilie Backhausen (–1920), die Ehe wurde 1898 geschieden, und Backhausen heiratete 1899 Arnold Strassmann (1861–1940), der Ernst zu seinem leiblichen Sohn erklärte. Im Jahr 1900 wurde ein zweiter Sohn Reinhard Strassmann geboren, der die rassistische Verfolgung überlebte und Patentanwalt wurde. 
Ernst Strassmann besuchte das Friedrichs-Gymnasium in Berlin-Mitte und meldete sich noch vor Schulabschluss 1914 zum Kriegsdienst. Er erreichte den Rang eines Leutnants, wurde mehrfach schwer verletzt und war im November 1918 Soldatenrat. Er studierte zwischen 1919 und 1923 Jura in Berlin und Breslau und wurde Gerichtsassessor in Hamburg-Altona. 1926 wurde er Hilfsrichter und 1930 Amtsgerichtsrat und Landgerichtsrat in Berlin. 1927 heiratete er Hella Prestin (1897–1931) und später deren Schwester Resi Prestin (1910–1981). Strassmann schloss sich der Deutschen Demokratischen Partei (DDP) an und war zusammen mit Hans Robinsohn einer der Gründer der Jungdemokraten, des Jugendverbandes der DDP. Zusammen mit Robinsohn und Oskar Stark setzte er sich in den 1920er Jahren für den Schutz der Republik ein. Zu dritt gründeten sie 1934 die Robinsohn-Strassmann-Gruppe, die es sich zur Aufgabe gemacht hatte, Nachrichten zu sammeln und das Ausland über das Vorhandensein von Widerstandsgruppen unter der deutschen Zivilbevölkerung hinzuweisen.
Wegen seines Adoptivvaters,  der jüdischer Abstammung war, musste Strassmann mehrmals Erklärungen über seine eigene Abstammung abgeben. Er fuhr 1939 mit dem zwischenzeitlich nach Dänemark geflohenen Robinsohn erstmals nach London, um dort finanzielle Unterstützung für die deutsche Widerstandsbewegung zu erlangen. Am 19. August 1942 wollte er nach Schweden reisen, um sich dort mit britischen Vertretern zu treffen und um Unterstützung zu verhandeln, als er bis zum Ende des Krieges ohne Prozess in Internierungshaft genommen wurde. 
Nach dem Krieg trat er der SPD bei und war im Vorstand der Elektrizitäts- und Wasser AG in West-Berlin tätig.